# Bernd Brugger (Politiker)
Bernd Brugger (* 25. März 1953 in Schwaz) ist ein österreichischer Maschinenbauer und Politiker (FPÖ). Brugger war zwischen 2000 und 2002 Abgeordneter zum Nationalrat.

## Ausbildung und Beruf
Bernd Brugger besuchte von 1959 bis 1963 die Volksschule und von 1963 bis 1967 die Hauptschule in Mayrhofen. Brugger wechselte 1967 an die Höhere technische Bundeslehranstalt für Maschinenbau in Fulpmes und schloss die Schule 1972 mit der Matura ab. Brugger arbeitete von 1972 bis 1978 als Maschinenschlosser und Dreher und absolvierte 1977 eine Ausbildung zum Handelsvertreter. Bereits 1973 hatte er den Präsenzdienst abgeleistet. Er war von 1978 bis 1982 in der Konstruktion und Technik im Nutzfahrzeugbau tätig und besuchte von 1981 bis 1983 die Werkmeisterschule für Berufstätige. 1983 legte er die Meisterprüfung für das Handwerk des Schlossers ab. Zudem erwarb Brugger zwischen 1984 und 1985 das Management-Diplom für Verkauf und Rhetorik. Zwischen 1982 und 1990 war Brugger als Abteilungsleiter in der Automobilindustrie beschäftigt (CNC-Dreherei und Konstruktion sowie Entwicklung), ab 1991 war er Betriebsleiter im Metallgewerbe (Antriebstechnik und Dreherei).

## Politik
Brugger trat 1993 der FPÖ bei und zog ein Jahr später in die Bezirksleitung der Partei ein und wurde Bezirksgeschäftsführer. Er war Mitglied des Tiroler Landesparteivorstands und vertrat die FPÖ zwischen dem 14.	Februar 2000 und dem 19. Dezember 2002 im Nationalrat. 

## Privates
Brugger ist Vater von fünf Kindern.